# Daniel Navarrete (futbolista)
Daniel Navarrete García (Tarrasa, Barcelona, España, 27 de julio de 1976) es un exfutbolista español que se desempeñaba como centrocampista.

## Clubes
| Club                 | País   | Año       |
| -------------------- | ------ | --------- |
| C.E. Premià          | España | 1998-1999 |
| U.D.A. Gramanet      | España | 1999-2002 |
| Cádiz C. F.          | España | 2002-2005 |
| Hércules C.F.        | España | 2005-2006 |
| Terrassa Futbol Club | España | 2006-2008 |
| U.D. Los Barrios     | España | 2008      |
| C.D.A. Baleares      | España | 2008-2009 |
| Conil CF             | España | 2009-2010 |
| C.E. Premià          | España | 2010      |
| C.P. San Cristóbal   | España | 2010-2011 |